# Abdurrahman Dereli
Abdurrahman Dereli (Trebisonda, 15 febbraio 1981) è un ex calciatore turco, di ruolo difensore.